# Антонио Пучадес Касанова
Антонио Пучадес Касанова (шп. Antonio Puchades Casanova; Суека Валенсијанска Заједница, 4. јун 1925 — Суека, 24. мај 2013) бивши је шпански фудбалер.
Фудбал је почео да игра у свом родном месту, а 1946. године почео је да игра за Валенсију, у којој је за мање од три сезоне постао један од кључних играча. Са Валенсијом у првој лиги је одиграо 257 утакмице, дао 4 гола, једном освојио наслов првака шпанске лиге (1947), два пута шпанска купа (1949 и 1954). Био је члан шпанске фудбалске репрезентације, за коју је одиграо 23 утакмице, (прву 1949). Са репрезентацијом је освојио 4. место на Светском првенству у Бразилу 1950.
Укупно је одиграо 300 утакмица. Из фудбала се повукао у сезони 1957/58. године.
Преминуо је у 87 години у родном месту 24. маја 2013.

## Трофеји
- Шпанија лига: 1947.
- Куп Шпаније у фудбалу: 1949, 1954.